# Prawosławie w Hiszpanii
Prawosławie w Hiszpanii jest związane z napływającymi do tego kraju imigrantami z Grecji, Rumunii i Serbii. Łączna liczba wiernych, ze względu na dużą płynność tych grup, jest trudna do oszacowania.

## Patriarchat Konstantynopola

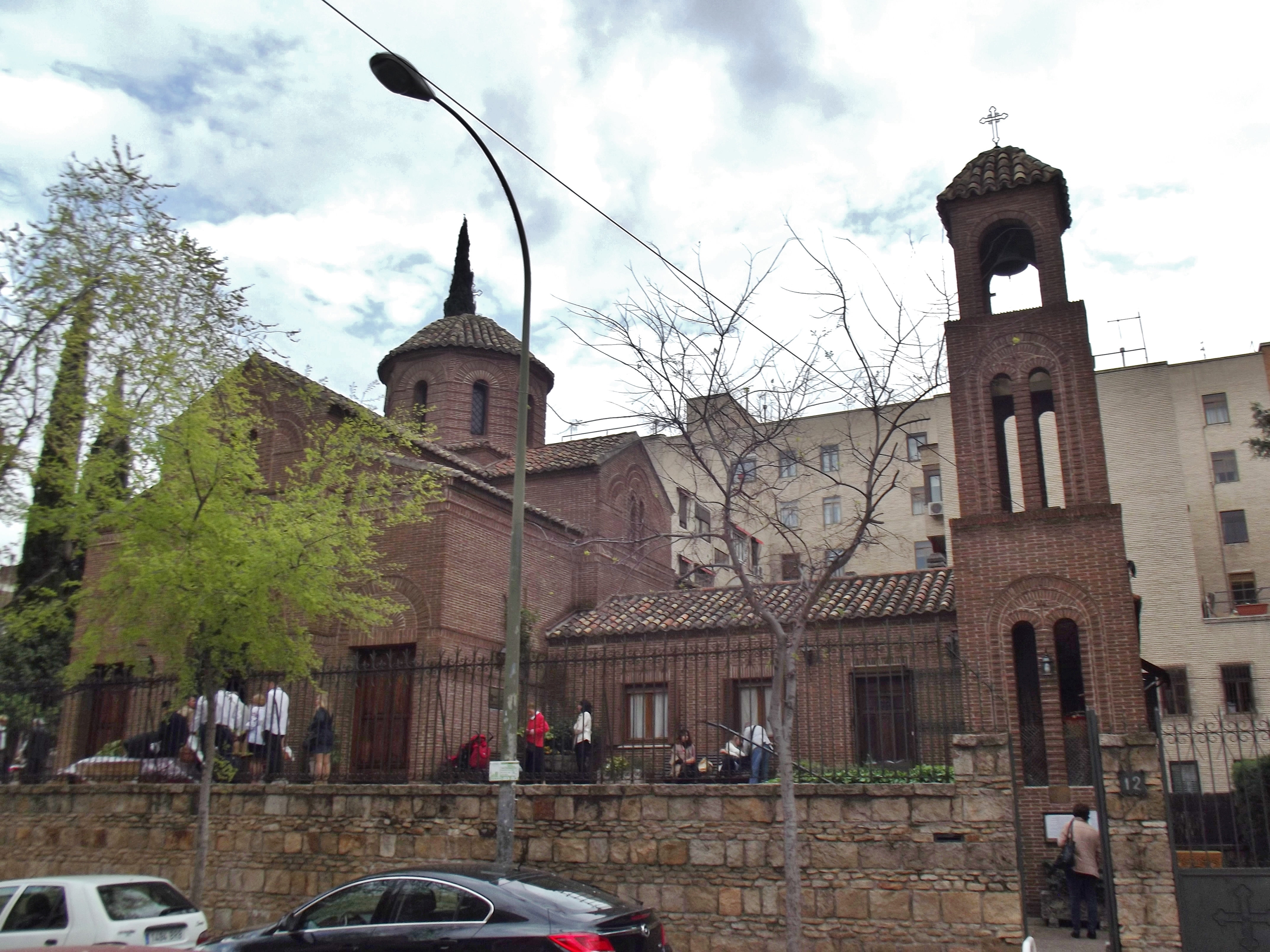
Sobór św. Andrzeja i św. Dymitra w Madrycie (Patriarchat Konstantynopolitański)

Kupcy greccy wyznający prawosławie pojawili się w Hiszpanii pod koniec XIX wieku, osiedlając się w miastach na wybrzeżu. Ich liczba wzrosła po I wojnie światowej na fali emigracji. W 1949, przy finansowej pomocy ambasady Grecji, został wzniesiony sobór św. Andrzeja i św. Dymitra w Madrycie. Istniejąca przy nim parafia została formalnie zarejestrowana dopiero w 1968. W tym samym roku powstała druga cerkiew św. Andrzeja, św. Dymitra Męczennika w tym samym mieście. Nabożeństwa w cerkwi odbywają się w językach cerkiewnosłowiańskim, greckim i hiszpańskim.
Parafie podlegające patriarsze Konstantynopola znajdują się również w Barcelonie i Las Palmas. Oprócz Greków grupują wiernych narodowości rosyjskiej, ukraińskiej, serbskiej, bułgarskiej, mołdawskiej, hiszpańskiej i arabskiej. Od 1963 do 2003 parafie w Hiszpanii należały do metropolii francuskiej z siedzibą w Paryżu, obecnie – do metropolii hiszpańskiej i portugalskiej, której katedrą jest sobór w Madrycie. Oprócz nich na terenie Hiszpanii znajdują się 4 parafie należące wcześniej do Zachodnioeuropejskiego Egzarchatu Rosyjskiego Kościoła Prawosławnego, które przeszły pod jurysdykcję patriarchy Konstantynopola.

## Rumuński Kościół Prawosławny

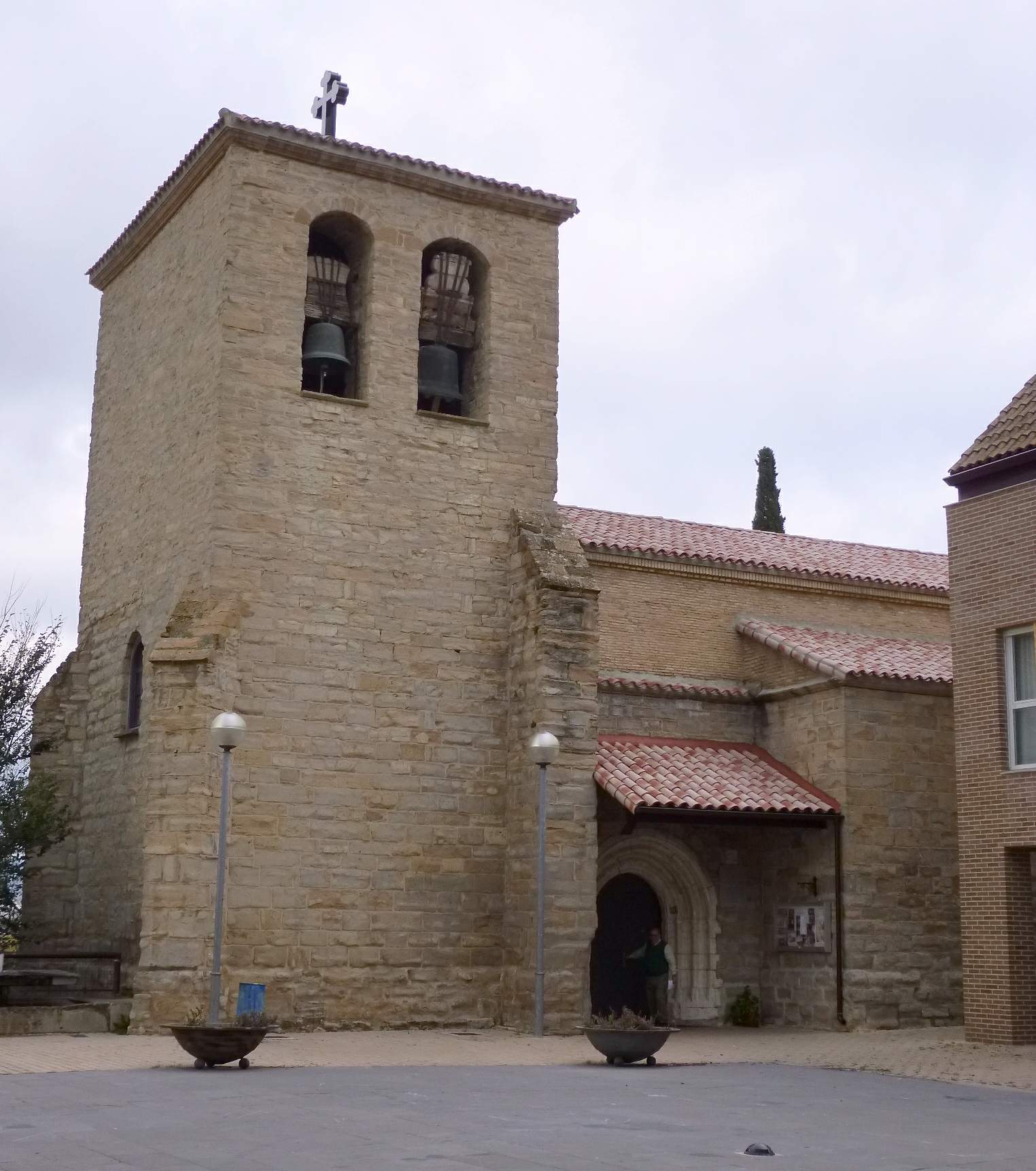
Cerkiew św. Michała Archanioła w Barañain (Rumuński Kościół Prawosławny)

W 1980 powstała pierwsza na terenie Hiszpanii parafia podlegająca rumuńskiej metropolii Europy Zachodniej i Południowej, parafia Bogurodzicy w Madrycie. W 2005 Rumuni posiadali w całym kraju 18 parafii. Liczba wiernych tej narodowości jest szacowana na 200 tys. osób.

## Rosyjski Kościół Prawosławny

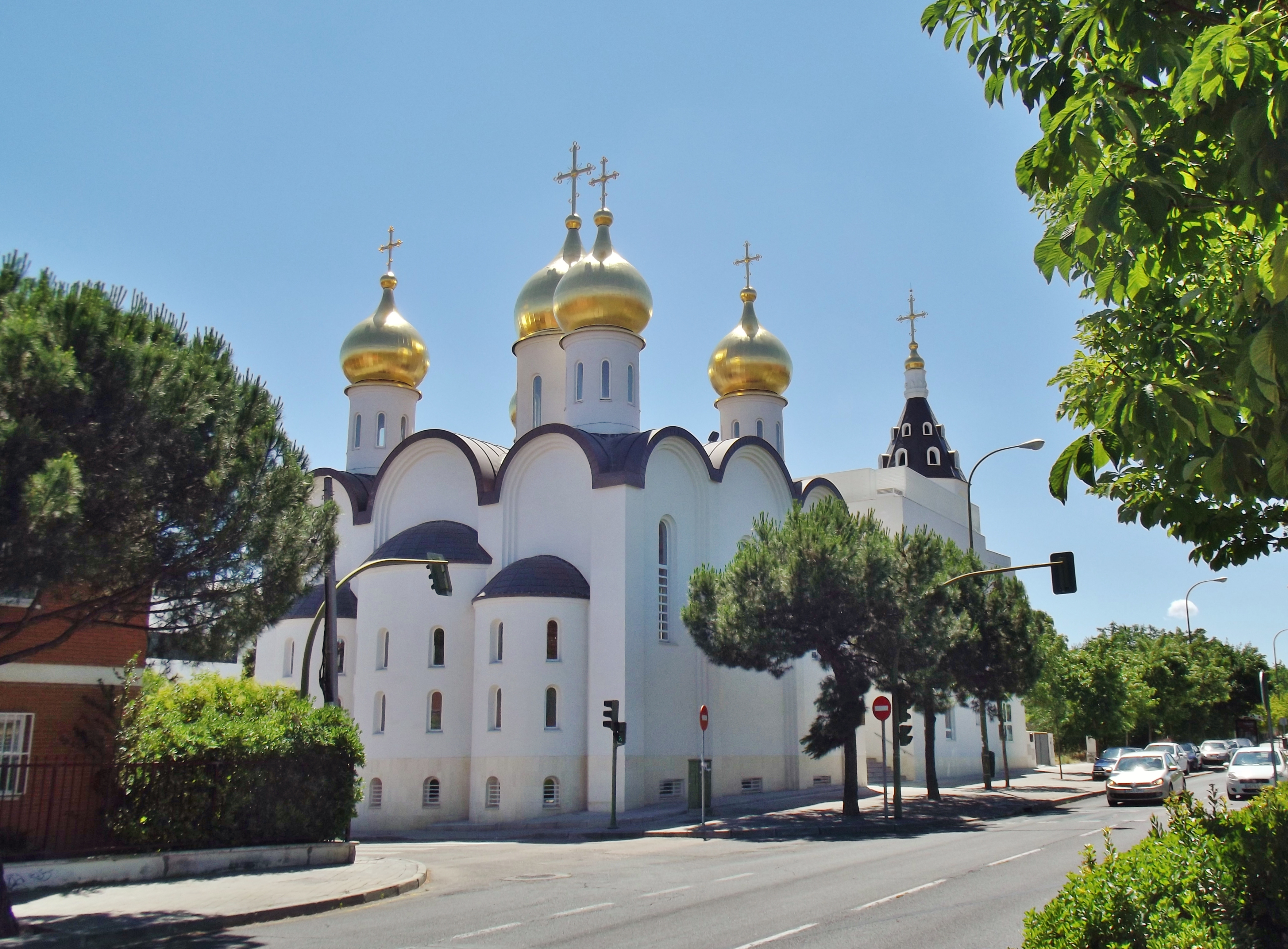
Sobór św. Marii Magdaleny w Madrycie (Rosyjski Kościół Prawosławny)

Parafie podlegające patriarsze Moskwy należą do eparchii hiszpańsko-portugalskiej, której siedzibą jest Madryt. Obecnie Rosyjskiemu Kościołowi Prawosławnemu podlega 10 parafii, obsługiwanych przez kler rosyjski, oraz 1 monaster w Palma de Mallorca. Pierwszą wolnostojącą świątynią parafialną była cerkiew św. Michała Archanioła w Altei.

## Serbski Kościół Prawosławny
Patriarsze Serbii podlega obecnie 10 parafii na terenie Hiszpanii, pierwsza powstała w Barcelonie w 1985 (założona przez duchownych, którzy opuścili niekanoniczny Francuski Kościół Prawosławny). Należą one do eparchii francuskiej i zachodnioeuropejskiej, której zwierzchnik rezyduje w Paryżu. Przy parafii działa Bractwo św. Eulalii, które zajmuje się pomocą prawosławnym imigrantom. W parafiach podlegających Serbskiemu Kościołowi Prawosławnemu używa się języków serbskiego, greckiego, cerkiewnosłowiańskiego, a także hiszpańskiego i katalońskiego.

## Działalność naukowa i kulturalna
W Barcelonie znajduje się filia Instytutu św. Sergiusza w Paryżu, Instytut Teologiczny św Grzegorza Palamasa. W tym samym mieście oraz w Alicante istnieją warsztaty pisania ikon.